# Грант Холовеј
Стенли Грант Холовеј (енгл. Grant Holloway; рођен 19. новембра 1997.) је амерички атлетичар, препонаш и спринтер. У трци на 110 метара са препонама, Холовеј је троструки светски шампион (2019. Доха, 2022. Јуџин и 2023. Будимпешта), освајач је сребрне медаље на Олимпијским играма у Токију 2020. и златне медаље у Паризу 2024. Други је најбржи човек у историји са резултатом од 12,81 секунде.
У трци на 60 метара са препонама, Холовеј је светски шампион у дворани 2022. и 2024. Светски је рекордер у дворани са временом од 7,29 секунди постављеним у Мадриду, 24. фебруара 2021. и изједначеним у Београду 20. марта 2022.

## Одрастање
Стенли Грант Холовеј је рођен 19. новембра 1997. у Чесапику у Вирџинији од мајке Латаше и оца Стена. Све до средње школе, Гранта и старијег брата Трејема је тренирао њихов отац Стен. Грант је наставио да се такмичи у атлетици у средњој школи, као и да се такмичи у тиму своје школе у америчком фудбалу као бек примач. Одабрао је да се такмичи за Универзитет Флориде у трчању на препонама, а не да игра амерички фудбал за Универзитет Џорџије.

## Каријера

#### Универзитетска каријера
Током студирања на Универзитету Флориде, Холовеј је показао невероватан домет такмичећи се у скоку у даљ и штафети 4x400м, поред своје специјалности у препонама. 
2019. је оборио амерички рекорд у трци на 60 метара са препонама у дворани са 7,35 секунди.
У сезони 2019. на отвореним борилиштима трчао је амерички универзитетски рекорд од 12,98 с на 110 м са препонама, чиме је оборио 40-година стар рекорд којег је држао бивши светски рекордер Реналдо Нехемија. Био је члан штафете 4 x 100 метара, која је прва штафета у историји америчких универзитета која је трчала испод 38 секунди: 37,97 с.

### Светски рекорд на 60 метара са препонама у дворани
Холовеј је оборио светски рекорд у трци на 60 м са препонама у дворани 24. фебруара 2021. у Мадриду. Са 7,30 с за стоти део секунде надмашио је 27-година стар светски рекорд Колина Џексона. Истог дана, у финалу такмичења, још једном је спустио светски рекорд за једну стотинку истрчавши 7.29 с. У полуфиалу трке на 60 метара са препонама на Светском првенству у дворани у Београду, 20. марта 2022. Холовеј је изједначио свој светски рекорд истрчавиши 7,29 секунди.

## Достигнућа
Информације са профила Гранта Холовеја на сајту Светске атлетике.

### Лични рекорди
| Дисциплина                          | Време (минута:секунди,стотинке) | Ветар (метара у секунди) | Место одржавања           | Датум             | Напомене                                                              |
| ----------------------------------- | ------------------------------- | ------------------------ | ------------------------- | ----------------- | --------------------------------------------------------------------- |
| 60 метара у дворани                 | 6,50                            |                          | Бирмингем, САД            | 9. март 2019.     |                                                                       |
| 60 м препоне у дворани              | 7,29                            |                          | Мадрид, Шпанија           | 24. фебруар 2021. | Светски рекорд                                                        |
| 100 метара                          | 10,21                           | 0,0                      | Гејнсвил, САД             | 16. април 2022.   |                                                                       |
| 110 м препоне                       | 12,81                           | +1,8                     | Јуџин, САД                | 26. јун 2021.     | 2. свих времена                                                       |
| 4 × 400 м штафета (последња измена) | 43,75                           |                          | Остин, Тексас САД         | 7. јун 2019.      | Резлтат деонице од 400 м истрчане током штафетне трке на 4x400 метара |
|                                     |                                 |                          |                           |                   |                                                                       |
| 4 × 100 м штафета                   | 37,97                           |                          | Остин, Тексас, САД        | 7. јун 2019.      |                                                                       |
| 4 × 400 м штафета                   | 2:59,60                         |                          | Остин, Тексас, САД        | 7. јун 2019.      |                                                                       |
| 4 × 400 м штафета у дворани         | 3:01,43                         |                          | Колеџ Стејшн, Тексас, САД | 10. март 2018.    | 3. свих времена                                                       |

| Дисциплина | Резлтат (метара.сантиметара) | Ветар (м/с) | Место одржавања | Датум         | Напомене                  |
| ---------- | ---------------------------- | ----------- | --------------- | ------------- | ------------------------- |
| Скок у даљ | 8,17                         | +0,6        | Ноксвил, САД    | 12. мај 2018. |                           |
| Скок у даљ | 8,32*                        | +2,9*       | Ноксвил, САД    | 12. мај 2018. | *Недозвољена јачина ветра |
| Скок у вис | 2,16                         |             | Њупорт Њуз, САД | 6. јун 2014.  |                           |

### Резултати на међународним првенствима
| Година | Такмичење                   | Пласман | Дисциплина    | Време (секунде.стотинке) | Ветар (м/с) | Место одржавања           |
| ------ | --------------------------- | ------- | ------------- | ------------------------ | ----------- | ------------------------- |
| 2019.  | Светско првенство           | 1.      | 110 м препоне | 13,10                    | +0,6        | Доха, Катар               |
| 2021.  | Олимпијске игре             | 2.      | 110 м препоне | 13,09                    | -0,5        | Токио, Јапан              |
| 2022.  | Светско првенство у дворани | 1.      | 60 м препоне  | 7,39                     |             | Београд, Србија           |
| 2022.  | Светско првенство           | 1.      | 110 м препоне | 13,03                    | +1,2        | Јуџин, САД                |
| 2023.  | Светско првенство           | 1.      | 110 м препоне | 12,96                    | 0,0         | Будимпешта, Мађарска      |
| 2024.  | Светско првенство у дворани | 1.      | 60 м препоне  | 7,29                     |             | Глазгов, Велика Британија |
| 2024.  | Олимпијске игре             | 1.      | 110 м препоне | 12,99                    | -0,1        | Париз, Француска          |
| 2025.  | Светско првенство у дворани | 1.      | 60 м препоне  | 7,42                     |             | Нанкинг, Кина             |